# Isabel Basualdo
Prof. Dra. Isabel Basualdo (Asunción, 26 de mayo de 1956) es una botánica, profesora, curadora, y exploradora paraguaya. Ha trabajado con especies del Cerrado en Paraguay, a través del Missouri Botanical Garden, y en coautoría de su colega Nélida Soria. Desarrolló actividades académicas en el Departamento de Botánica, de la Facultad de Ciencias Químicas. Campus Universitario, San Lorenzo
Actualmente, cumple funciones técnico-políticas como Secretaria del Ambiente (SEAM) Ha recibido críticas por algunas autorizaciones al ingreso al territorio por parte de grupos científicos, y de cazadores

## Algunas publicaciones
- El territorio de la Gente del Lugar del Pecarí. Diario Última Hora, Asunción.[6]

### Libros
- 2004. Etnobotánica de la parcialidad pái tavytera. En Revista de Indias 64 (230). Editor	Consejo Superior de Investigaciones Científicas
- Isabel Basualdo, Isabel Gamarra de Fox, miguel ángel Morales. 2003. Estrategia nacional y plan de acción para la conservación de la biodiversidad del Paraguay: ENPAB, Estrategia Nacional y Plan de Acción de Biodiversidad, 2004-2009. Ed. Paraguay. Secretaría del Ambiente. Presidencia de la República. xvii + 110 pp. il.
- adriane Eliceche, Isabel Basualdo. 1992. Plantas tóxicas para el ganado en los departamentos de Concepción y Amambay Paraguay. Editora de la Universidad Nacional de Asunción, 129 pp.